# Heloísa Helena
Heloísa Helena Lima de Moraes Carvalho (ur. 6 czerwca 1962 w Pão de Açúcar, Alagoas) – brazylijska polityk, przewodnicząca Partii Socjalizmu i Wolności (P-SOL, Partido Socialismo e Liberdade) od 2004, senator w latach 1999–2007.

## Życiorys
Heloísa Helena z zawodu jest pielęgniarką. W młodości była zaangażowana w ruch studencki przeciw dyktaturze wojskowej w Brazylii oraz wstąpiła do lewicowej Partii Pracujących (Partido dos Trabalhadores, PT), w której przewodziła grupie trockistowskiej.
W 1992 Helena została wybrana wiceburmistrzem miasta Maceió. W 1994 dostała się do senatu stanu Alagoas. W 1999 została wybrana na 8-letnią kadencję do Senatu Federalnego z ramienia PT.
Po zwycięstwie Luiza Inácio Lula da Silvy (również z PT), w wyborach prezydenckich w 2002, Helena stała się zagorzałą przeciwniczką polityki jego gabinetu, która w jej odczuciu była zbyt liberalna. W grudniu 2003 została wydalona z Partii Pracujących (PT) pod zarzutem złamania dyscypliny partyjnej.
W czerwcu 2004, razem z innymi dysydentami z PT, Heloisa Helena założyła własne ugrupowanie, Partię Socjalizmu i Wolności (P-SOL, Partido Socialismo e Liberdade). Helena wzięła udział w wyborach prezydenckich w październiku 2006, w których zajęła trzecie miejsce z wynikiem 6,85% głosów poparcia. Jej partia zdobyła 3 miejsca w Izbie Deputowanych.